# Christine Larson-Mason
Christine Larson-Mason, född den 21 maj 1956 i Darby, Pennsylvania, USA, är en amerikansk landhockeyspelare.
Hon tog OS-brons i damernas landhockeyturnering i samband med de olympiska landhockeytävlingarna 1984 i Los Angeles.